# Disturbo schizofreniforme
Il disturbo schizofreniforme è un episodio acuto con insorgenza rapida. Sono assenti i criteri DSM IV per la schizofrenia B (deficit o disfunzione sociale e/o occupazionale) e C (persistenza dei sintomi "B" per almeno sei mesi, che includano almeno un mese di persistenza dei sintomi "A"). La durata dell'episodio supera il mese, ma è inferiore ai 6 mesi. Non c'è una grave disfunzione sociale e lavorativa, perché la durata del disturbo è ridotta.
Si può fare diagnosi solo a posteriori, cioè solo dopo la certezza che vi sia stata una remissione totale poiché la sintomatologia non differisce da quella di un episodio acuto di schizofrenia.
I 2/3 dei pazienti avranno un decorso che evolve verso la schizofrenia.
L'insorgenza acuta, la confusione o perplessità, il buon funzionamento sociale/lavorativo, il mancato appiattimento affettivo sono tutti segni prognostici favorevoli.